# María Díaz II de Haro
María Díaz II de Haro   (1320 - 16 de setembre de 1348) va ser una noble castellana, filla de Juan de Haro i Isabel de Portugal, senyora de Biscaia des del 1326.
El seu pare va ser assassinat a Toro (Zamora) per ordre del rei Alfons XI de Castella, que va confiscar totes les seves propietats. María va ser portada a Baiona, al Regne de França on va casar-se amb Juan Núñez de Lara, que va convertir-se en Joan III de Biscaia (mort l'any 1350). Durant la primera part del seu matrimoni, el seu marit va reclamar les propietats del seu difunt pare, i va guerrejar contra el rei Alfons XI en diverses ocasions, fins que van reconciliar-se quan el rei el va assetjar i vèncer a Lerma (Burgos).
Va morir poc després del naixement del seu fill Nunó Diaz de Haro, que la va succeir. Va ser sepultada a l'Església de Sant Francesc de Palència.